# Louga (stad)
Louga is een stad in Senegal en is de hoofdplaats van de gelijknamige regio Louga en het gelijknamige departement Louga. In 2002 telde Louga 73.662 inwoners.
Louga kent een sterke groei, onder andere door migratie vanaf het platteland.
De stad ligt aan de autoweg N2 tussen Saint-Louis in het noorden en Kébémer in het zuiden. Louga heeft een regionale luchthaven.
De grootste lokale voetbalclub is ASEC Ndiambour.

## Geboren
- Abdou Diouf (1935), president van Senegal (1981-2000)